# U Narovců
U Narovců je přírodní památka jihozápadně od vesnice Onšovice, jedné z místních částí obce Čkyně v okrese Prachatice.

## Flóra a fauna
Důvodem ochrany jsou skalnaté svahy (krystalický vápenec) s bohatou květenou a zvířenou. Z významných rostlinných druhů se zde vyskytuje např. vratička měsíční (Botrychium lunaria), vstavač kukačka (Orchis morio), kruštík tmavočervený (Epipactis atrorubens), netřesk výběžkatý (Jovibarba globifera), tařice kališní (Alyssum alyssoides), vítod chocholatý (Polygala comosa), pampeliška červenavá (Taraxacum rubicundum), lnička drobnoplodá (Camelina microcarpa), sleziník routička (Asplenium ruta-muraria), kakost holubičí (Geranium columbinum), světlík tuhý (Euphrasia stricta), zběhovec ženevský (Ajuga genevensis), smělek jehlancovitý (Koeleria pyramidata), kokrhel menší (Rhinanthus minor), len počistivý (Linum catharticum), rožec lepkavý (Cerastium glutinosum), rozrazil jarní (Veronica verna), úročník bolhoj (Anthyllis vulneraria subsp. pseudovulneraria) a další. V minulosti na lokalitě rostl hořeček český (Gentianella praecox subsp. bohemica) a hořeček nahořklý (Gentianella amarella).
Na lokalitě se vyskytuje také otakárek fenyklový (Papilio machaon) a ojediněle také otakárek ovocný (Iphiclides podalirius).

## Galerie

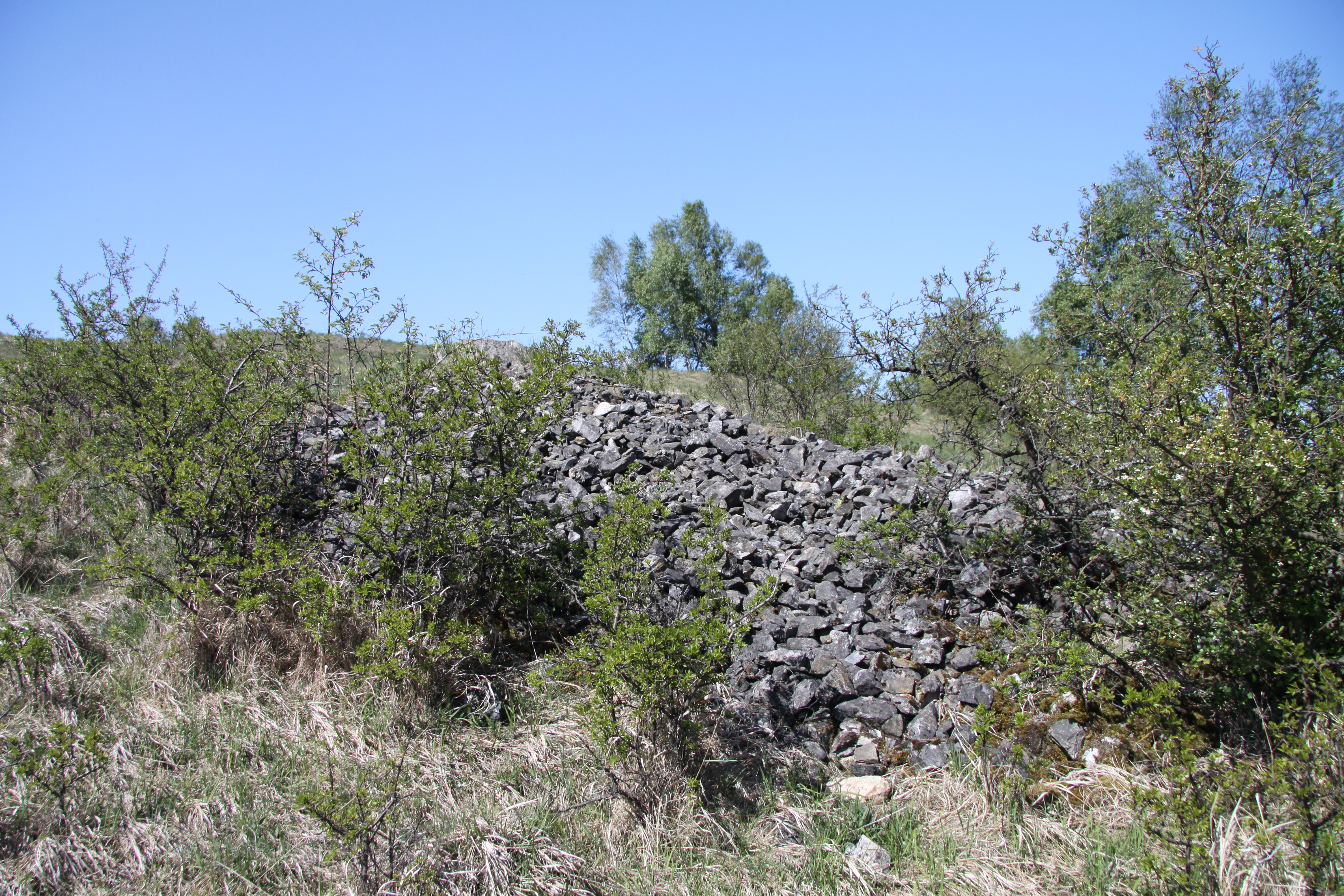
Kamenné pole významné pro suchomilnou květenu
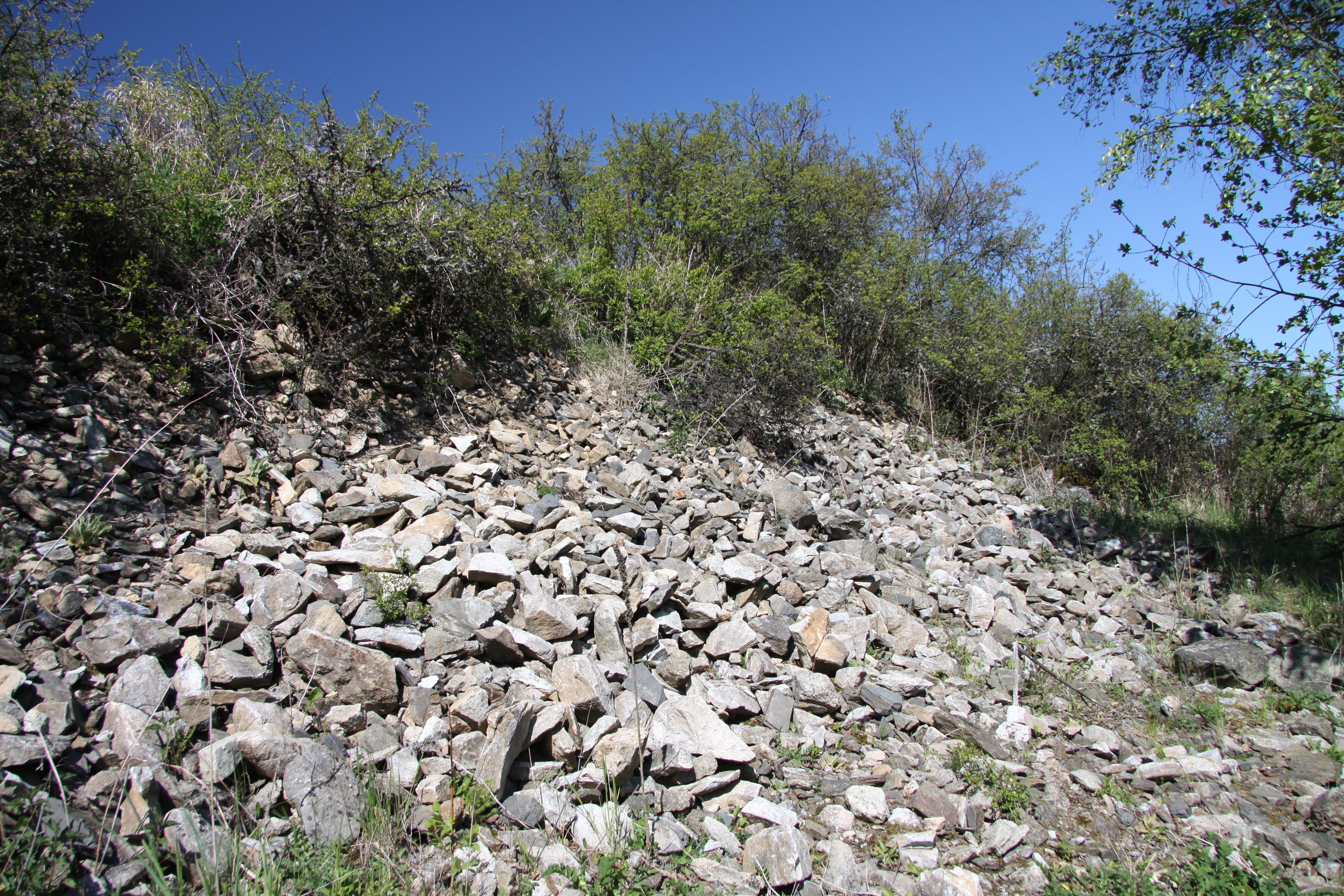
Další kamenné pole
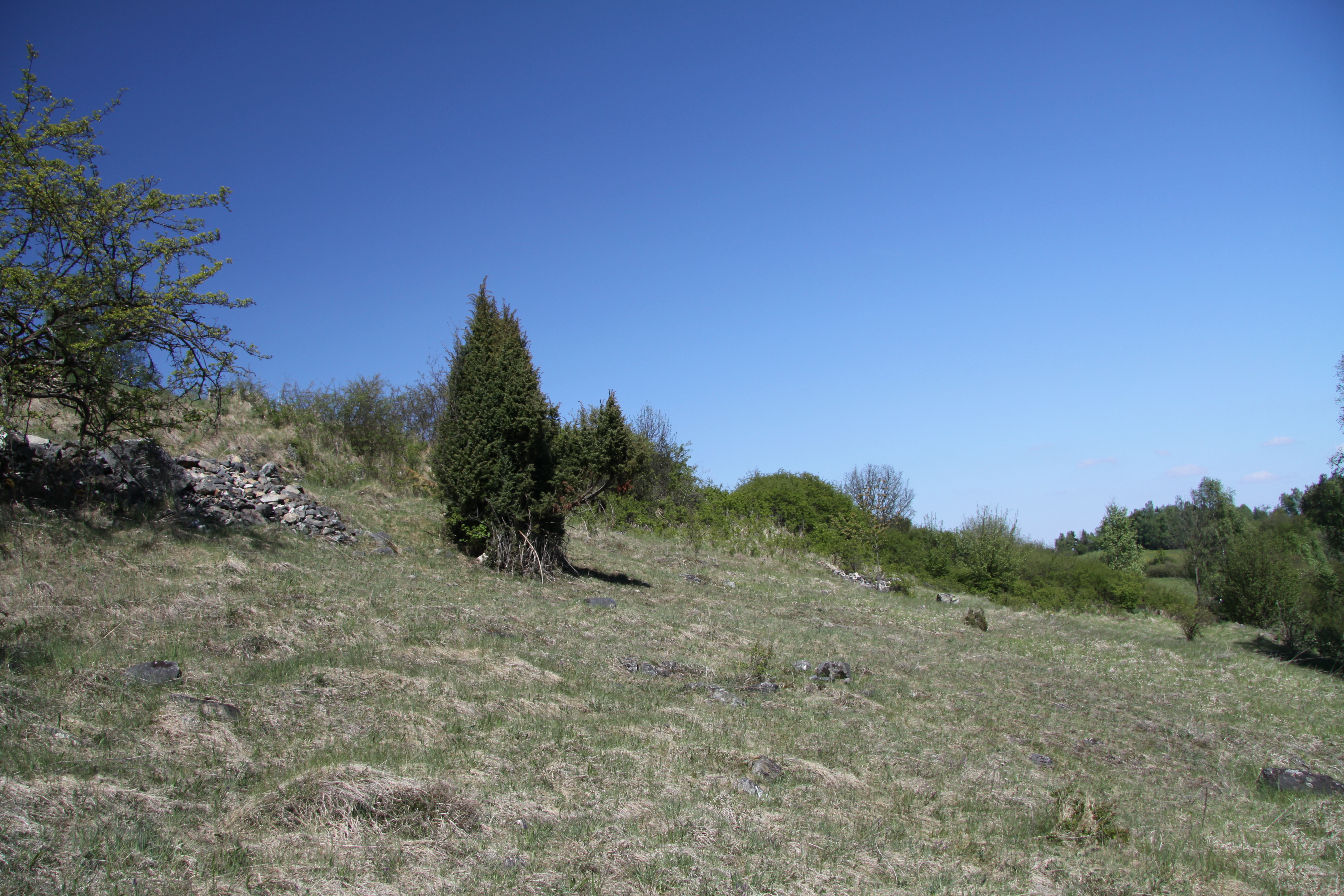
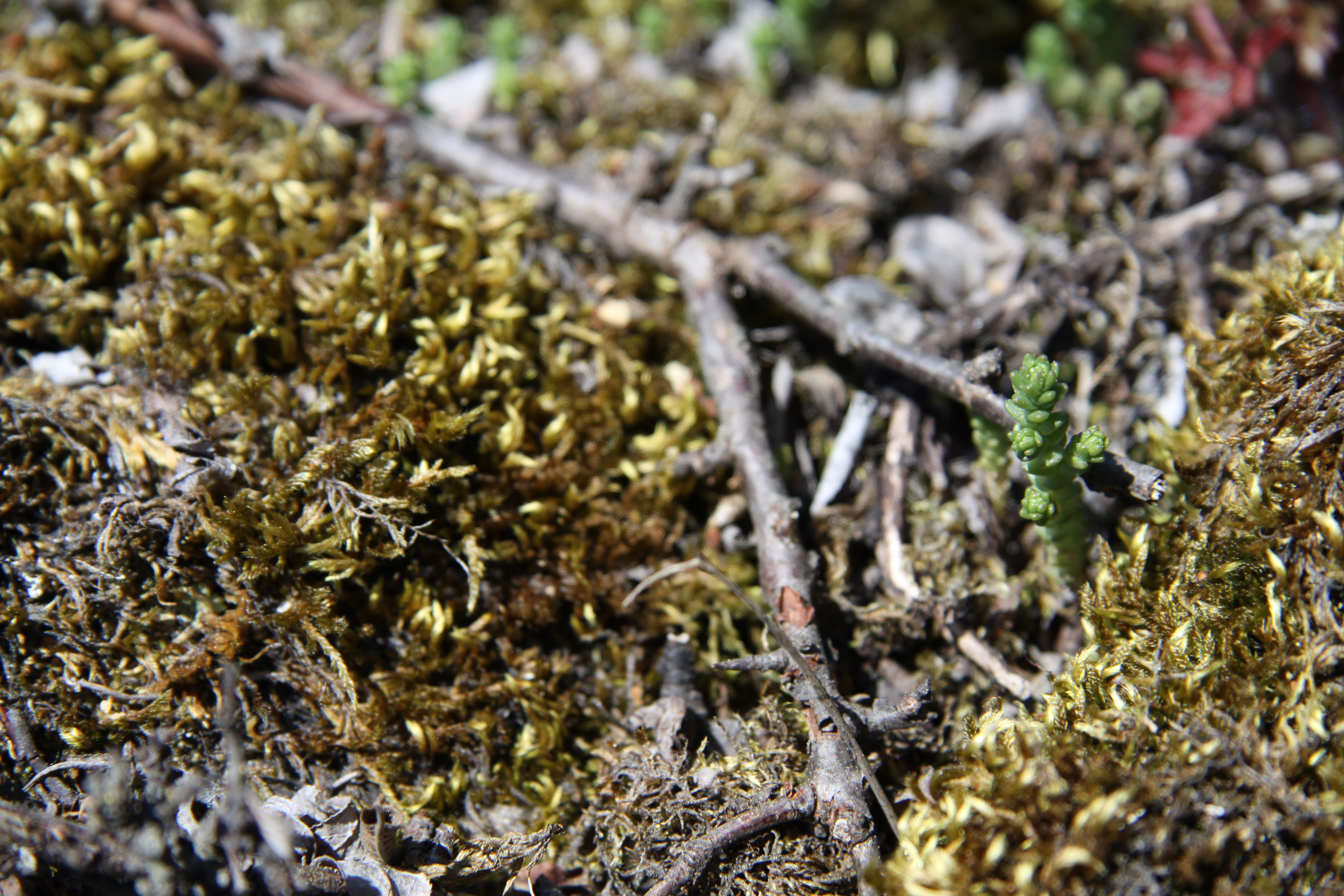